# Legitymacja procesowa
Legitymacja procesowa – oznacza wynikające z przepisów prawa materialnego bądź prawa procesowego uprawnienie do uczestniczenia w konkretnym postępowaniu cywilnym w charakterze powoda (legitymacja czynna) lub pozwanego (legitymacja bierna) lub dokonania określonej czynności procesowej.
Brak legitymacji biernej nie stanowi przesłanki do odrzucenia pozwu, lecz do oddalenia powództwa. Legitymacja procesowa należy do przesłanek materialnych, przez które należy rozumieć okoliczności stanowiące w świetle norm prawa materialnego warunki poszukiwania ochrony prawnej na drodze sądowej. Legitymacja procesowa jest przesłanką merytoryczną, o której istnieniu przesądzają przepisy prawa materialnego, mające zastosowanie w konkretnym stanie faktycznym, nie zaś przepisy procesowe, jej brak nie prowadzi do odrzucenia pozwu, lecz do oddalenia powództwa.